# Betula baschkirica
Betula baschkirica là một loài thực vật có hoa trong họ Betulaceae. Loài này được Tzvelev mô tả khoa học đầu tiên năm 2002.